# Irritator
Irritator byl masožravý teropodní dinosaurus z čeledi Spinosauridae, žijící v období spodní křídy (asi před 110 miliony let) na území Jižní Ameriky Brazílie.

## Popis
Fosílie tohoto dinosaura byly popsány v roce 1996 na základě asi 84 cm dlouhé lebky, původně upravené k účelům nelegálního prodeje soukromým sběratelům. I. challengeri (podle románové postavy profesora Challengera ze Ztraceného světa A. C. Doyla) byl dlouhý asi 8 metrů a zřejmě jde o stejného dinosaura, jakým je druh Angaturama limai. Tito draví dinosauři trávili značnou část života ve vodě a lovili zde ryby i jiné vodní živočichy. Nepohrdli však také příležitostnou kořistí v podobě býložravého dinosaura nebo ptakoještěra (jak ukázaly ojedinělé nálezy).
Výzkum neuroanatomie lebky tohoto spinosauridního teropoda dokládá, že se pravděpodobně jednalo o piscivorní (rybožravý) druh, který byl anatomicky dobře uzpůsoben k rychlým výpadům pod vodní hladinu, sloužícím právě k lovu ryb a jiných vodních obratlovců.

## Rozměry
Podle odhadů Gregoryho Paula z roku 2010 dosahoval tento druh délky asi 7,5 metru a hmotnosti kolem 1000 kilogramů.

## Kontroverze
Spolu s malým opeřeným teropodem rodu Ubirajara představuje i Irritator dinosauří fosilii, která byla z Brazílie patrně nelegálním způsobem vyvezena a brazilští vědci i politici se snaží získat ji zpět do země původu.